# Claudia Gallus
Claudia Gallus (* 30. Dezember 1970 in Freital) ist eine deutsche Schauspielerin und Filmeditorin. Sie wurde hauptsächlich durch ihre Mutter Jutta Gallus bekannt. Als Kind spielte sie die Rolle der Birgit in der Serie Geschichten übern Gartenzaun.

## Leben
Ihre Mutter Jutta Gallus unternahm im August 1982 einen Fluchtversuch mit ihrem Lebensgefährten und ihren Töchtern in den Westen, ohne Einverständnis des leiblichen Vaters der Kinder. Deshalb wurde nach ihrer Festnahme beim gescheiterten Fluchtversuch das Sorgerecht für die Kinder dem Vater übertragen. Die Kinder lebten bei ihrem leiblichen Vater, einem linientreuen Sozialisten, in Dresden.
Als ihre Mutter 1984 nach 22-monatiger Haft wegen versuchtem „ungesetzlichen Grenzübertritts“ von der Bundesrepublik Deutschland freigekauft wurde, durften sie und ihre Schwester Beate nicht nachreisen. Durch einen kurzen unangemeldeten Appell der Mutter im Reichstagsgebäude bei der Gedenkfeier zum 25. Jahrestag des Mauerbaus erlangte der Fall internationale Bekanntheit. Nach einem Besuch der Kinder beim DDR-Rechtsanwalt Wolfgang Vogel in Berlin verzichtete der Vater auf das Sorgerecht, die Kinder konnten nach sechsjähriger Trennung der Mutter wieder übergeben werden.
Der Fluchtversuch und der folgende Kampf der Mutter um die Kinder wurden 2007 unter dem Titel Die Frau vom Checkpoint Charlie verfilmt. Claudia Gallus wird darin von Maria Ehrich dargestellt.
Claudia Gallus studierte von 1997 bis 2001 Filmproduktion an der Filmakademie Baden-Württemberg und arbeitet als Editorin in München.

## Filmografie

### Schauspielerin
- 1982: Geschichten übern Gartenzaun
- 1985: Neues übern Gartenzaun, in der zweiten Staffel wurde der Name Claudia Gallus nicht genannt[3]

### Produzentin
- 1998: Bergpredigt (Kurzfilm)
- 1998: Inner City Blues (Kurzfilm)
- 1998: Is´ besser so (Kurzfilm)
- 1998: Dorn in meinem Zweifel (Kurzfilm)
- 1999: Die blaue Pizza (Dokumentarfilm)
- 1999: Devadasi (Dokumentarfilm)
- 2000: Eislimonade für Hong Li (Dokumentarfilm)
- 2000: Rome My Home (Kurzfilm) (ihr Abschlussfilm an der Filmakademie)